# Xevious
Xevious är titeln på ett TV-spel. Spelet finns bland annat släppt till Nintendos 8-bitarskonsol NES, även ARC, Commodore 64, Game Boy Advance, MSX och ZX Spectrum. En portering med autostereoskopisk 3D har släppts till Nintendo 3DS under namnet 3D Classics: Xevious.
Spelet är ett enkelt vertikalt scrollande shot em' up där man kontrollerar ett flygplan och skall helt enkelt skjuta på allt som rör sig och bomba mål på marken, förstöra så mycket som möjligt innan man själv blir förstörd.
Utvecklat av Namco och i Europa utgivet av Bandai.
Antal möjliga spelare: 1.

## Realeasedata (För NES)
- Japan - November 1984
- Nordamerika - 1990
- Europa - Oktober 1989